# East Horsley
East Horsley est une paroisse civile et un village du Surrey, en Angleterre.

## Personnalités liées à la commune
- Ken Tyrrell (1924-2001) fondateur de l'équipe de Formule 1 Tyrrell Racing